# Équemauville
Équemauville é uma comuna francesa na região administrativa da Normandia, no departamento Calvados. Estende-se por uma área de 5,99 km². Em 2010 a comuna tinha 1 446 habitantes (densidade: 241,4 hab./km²).